# Tamaria dubiosa
Tamaria dubiosa är en sjöstjärneart som först beskrevs av Jean Baptiste François René Koehler 1910.  Tamaria dubiosa ingår i släktet Tamaria och familjen Ophidiasteridae.
Artens utbredningsområde är Filippinerna. Inga underarter finns listade i Catalogue of Life.